# Maruan Soto Antaki
Maruan Soto Antaki (Ciudad de México, 1976) es un escritor mexicano. Es una de las voces referentes en México para analizar el mundo árabe[cita requerida]. Ha vivido en Nicaragua, España, Libia, Siria [cita requerida] y México. Colabora con distintos medios mexicanos e internacionales [cita requerida], donde trata temas relacionados con Medio Oriente, cultura, política, religión y filosofía. Es hijo de la escritora siria Ikram Antaki.
Escribe la columna «Apuntes Incómodos», publicada en la edición nacional de Milenio Diario. Colabora mensualmente en la revista Nexos.

## Libros publicados
- Casa Damasco (Alfaguara, 2013) - Novela que transcurre durante la guerra civil siria.
- La carta del verdugo (Alfaguara, 2014) - Historia del último verdugo francés durante el siglo XX.
- Reserva del vacío (Taurus, 2015) - Ensayo sobre la muerte como invención literaria.
- Clandestino (Alfaguara, 2015) - Novela sobre los grupos clandestinos de la izquierda latinoamericana durante la segunda mitad del siglo XX.
- Pensar Medio Oriente (Taurus, 2016) - Ensayo de divulgación que explica la situación política y religiosa alrededor de los conflictos en Medio Oriente.
- El jardín del honor (Alfaguara, 2016) - Novela sobre el destino del último símbolo bizantino de la ciudad de Antioquía.
- Pensar México (Taurus, 2017) - Ensayo que analiza la situación política y social de México.
- Pensar Occidente (Taurus, 2018) - Ensayo de divulgación y análisis que revisa la historia del mundo occidental y su situación en el sigo XXI.
- El mal menor (Alfaguara, 2018) - Novela satírica sobre la política mexicana.
- Fatimah (Alfaguara, 2019) - Novela sobre la migración iraní a Estados Unidos.

## Frases célebres
- "No he encontrado una sola razón para respetar una opinión que pide negarle a otro sus derechos"
- "Nunca, en ningún caso, las dictaduras se pueden defender"